# العلاقات الأفغانية الفرنسية
العلاقات الأفغانية الفرنسية هي العلاقات الثنائية التي تجمع بين أفغانستان وفرنسا.

## مقارنة بين البلدين
هذه مقارنة عامة ومرجعية للدولتين:
| وجه المقارنة                                              | أفغانستان                    | فرنسا                                                    |
| --------------------------------------------------------- | ---------------------------- | -------------------------------------------------------- |
| المساحة (كم2)                                             | 652.23 ألف                   | 643.80 ألف                                               |
| عدد السكان (نسمة)                                         | 34.94 مليون                  | 67.12 مليون                                              |
| الكثافة السكانية (ن./كم²)                                 | 53.57                        | 104.26                                                   |
| العاصمة                                                   | كابل                         | باريس                                                    |
| اللغة الرسمية                                             | اللغة البشتوية، اللغة الدرية | لغة فرنسية                                               |
| العملة                                                    | أفغاني                       | يورو، فرنك س ف ب، فرنك فرنسي، Livre tournois ‏            |
| الناتج المحلي الإجمالي (بليون دولار)                      | 20.82 مليار                  | 2.58 تريليون                                             |
| الناتج المحلي الإجمالي (تعادل القوة الشرائية) بليون دولار | 62.62 مليار                  | 2.87 تريليون                                             |
| الناتج المحلي الإجمالي الاسمي للفرد دولار أمريكي          | 594                          | 36.20 ألف                                                |
| الناتج المحلي الإجمالي للفرد دولار أمريكي                 | 1.93 ألف                     | 39.33 ألف                                                |
| مؤشر التنمية البشرية                                      | 0.479                        | 0.888                                                    |
| رمز المكالمات الدولي                                      | +93                          | +33                                                      |
| رمز الإنترنت                                              | .af                          | .fr، .bzh ‏، .tf، .re، .wf، .yt، .pm، .paris              |
| المنطقة الزمنية                                           | ت ع م+04:30                  | أوروبا/باريس ‏، توقيت وسط أوروبا، توقيت وسط أوروبا الصيفي |

## منظمات دولية مشتركة
يشترك البلدان في عضوية مجموعة من المنظمات الدولية، منها:
| علم المنظمة | اسم المنظمة                               | تاريخ انضمام أفغانستان | تاريخ انضمام فرنسا |
| ----------- | ----------------------------------------- | ---------------------- | ------------------ |
|             | بنك التنمية الآسيوي                       | 1966                   | 1970               |
|             | مؤسسة التنمية الدولية                     | 2 فبراير 1961          | 30 ديسمبر 1960     |
|             | يونسكو                                    | 4 مايو 1948            | 4 نوفمبر 1946      |
|             | وكالة ضمان الاستثمار متعدد الأطراف        | 16 يونيو 2003          | 28 ديسمبر 1989     |
|             | الأمم المتحدة                             | 19 نوفمبر 1946         | 24 أكتوبر 1945     |
|             | الاتحاد البريدي العالمي                   | ?                      | ?                  |
|             | البنك الدولي للإنشاء والتعمير             | 14 يوليو 1995          | 27 ديسمبر 1945     |
|             | الاتحاد الدولي للاتصالات                  | 12 أبريل 1928          | 1866               |
|             | منظمة حظر الأسلحة الكيميائية              | ?                      | ?                  |
|             | مؤسسة التمويل الدولية                     | 23 سبتمبر 1957         | 20 يوليو 1956      |
|             | المركز الدولي لتسوية المنازعات الاستشارية | 25 يوليو 1968          | 20 سبتمبر 1967     |
|             | منظمة الشرطة الجنائية الدولية             | ?                      | ?                  |

## أعلام
هذه قائمة لبعض الشخصيات التي تربطها علاقات بالبلدين:
- عتيق رحيمي (26 فبراير 1962 – )
- محمد نادر شاه (دبلوماسي أفغانستاني، 9 أبريل 1883[21] – 8 نوفمبر 1933)

## وصلات خارجية
- موقع وزارة الخارجية الأفغانية
- موقع وزارة الخارجية الفرنسية